# Dailor (Bandudato)
Dailor (Daelor) ist eine osttimoresische Aldeia im Suco Bandudato (Verwaltungsamt Aileu, Gemeinde Aileu). 2015 lebten in der Aldeia 48 Menschen.
Die Aldeia trägt den Namen der Siedlung Dailor, die nördlich in der Aldeia Raelete liegt. Dailor war früher ein von einem Liurai geführtes Reich.

## Geographie
Dailor bildet den Mittelteil des langgezogenen Bandudatos und ist flächenmäßig die größte der drei Aldeias des Sucos, auch wenn Dailor deutlich die kleinste Bevölkerungszahl hat. Nördlich liegt die Aldeia Raelete und südöstlich die Aldeia Taiblor. Im Osten grenzt Dailor an die Sucos Lausi und Lequitura, im Südwesten an den Suco Lahae und im Nordwesten an den Suco Liurai und eine Exklave des Sucos Lausi. Die Überlandstraße von Aileu nach Maubisse durchquert den Westen von Dailor. Von hier aus zweigt eine kleine Straße nach Osten ab und führt zum Dorf Bibteron, der größten Siedlung der Aldeia. Es befindet sich in einer Meereshöhe von 1163 m. Durch den Süden fließt der Daisoli, ein Nebenfluss des Nördlichen Lacló. Weiter südlich trifft Dailor wieder auf die Überlandstraße. An ihr befindet sich das Dorf Elkotu, dessen Häuser beiderseits der Grenze zu Lahae stehen.

## Politik
2023 wurde Augostu Bere Lequi zum Chefe de Aldeia gewählt.